# Set the Fire to the Third Bar
Singles de Snow Patrol
Hands Open
(2006) Open Your Eyes
(2007)
Set the Fire to the Third Bar est le quatrième single tiré de l'album Eyes Open de Snow Patrol, sorti en 2006. Martha Wainwright y assure le chant en compagnie de Gary Lightbody.

## Enregistrement et composition
C'est la dernière chanson de l'album Eyes Open à avoir été enregistrée, Gary Lightbody l'ayant composée spécialement vers la fin des sessions d'enregistrement pour proposer ce duo à Martha Wainwright. Il écrit les paroles, qui évoquent une relation à distance, en à peine vingt minutes. La « troisième barre » du titre se réfère à un radiateur électrique que la grand-mère de Lightbody lui permettait parfois de mettre à pleine puissance, sur la troisième barre, quand il faisait particulièrement froid.

## Clip
Le clip de la chanson a été réalisé par Paul McGuigan et utilise la technique de l'écran divisé pour montrer un couple à la fois très proche et très éloigné.

## Interprétations
Lors d'interprétations de la chanson en concerts, plusieurs chanteuses irlandaises ou britanniques ont partagé le chant avec Gary Lightbody, notamment Cheryl Cole, Andrea Corr, Maria Doyle Kennedy et Lisa Hannigan.

## Classements
| Pays                                   | Positions |
| -------------------------------------- | --------- |
| Belgique (Flandre Ultratop 50 Singles) | 41        |
| États-Unis (Billboard Hot 100)         | 54        |
| Irlande (Irish Singles Chart)          | 22        |
| Royaume-Uni (UK Singles Chart)         | 18        |